# NHL 2020/21
Die NHL-Saison 2020/21 war die 104. Spielzeit der National Hockey League (NHL). Nachdem bereits die Vorsaison samt den Stanley-Cup-Playoffs 2020 wegen der Maßnahmen gegen die COVID-19-Pandemie zahlreiche Änderungen erfahren hatte, steht auch die Spielzeit 2020/21 deutlich unter dem Einfluss der anhaltenden „Corona-Krise“. Nach Einigung zwischen NHL und NHLPA vom 20. Dezember 2020 begann der Spielbetrieb mit etwa dreimonatiger Verspätung am 13. Januar 2021. Alle 31 Teams bestritten 56 Partien in der regulären Saison, die vom initial geplanten 8. Mai wegen COVID-19-bedingten Spielabsagen auf den 19. Mai verlängert wurde. Dabei spielten alle Mannschaften ausschließlich innerhalb ihrer jeweiligen Division, die wiederum neu geordnet wurden, so gehörten unter anderem alle kanadischen Teams einer Division an. Diese Änderung am Modus setzte sich in den Stanley-Cup-Playoffs 2021 fort, die am 15. Mai 2021 begannen und ebenfalls unter verändertem Format stattfanden.
Die Colorado Avalanche gewann als punktbestes Team die Presidents’ Trophy, während Connor McDavid die Art Ross Trophy als bester Scorer sowie die Hart Memorial Trophy als MVP der Liga erhielt. Den Stanley Cup verteidigten die Tampa Bay Lightning durch ein 4:1 im Endspiel gegen die Canadiens de Montréal.

## Ligabetrieb

### Anpassungen an die Pandemie

#### Divisions
Um den Reiseaufwand der Teams zu minimieren, wurde in der Saison 2020/21 in folgenden Divisions gespielt. Dabei bestritten die Teams all ihre Partien ausschließlich innerhalb der eigenen Division, sodass der Grenzübertritt zwischen Kanada und den USA vermieden wird. Zugleich wurde das Wildcard-Format abgeschafft, sodass sich schlicht die vier besten Teams jeder Division für die Playoffs qualifizierten.
| North Division - Calgary Flames - Edmonton Oilers - Canadiens de Montréal - Ottawa Senators - Toronto Maple Leafs - Vancouver Canucks - Winnipeg Jets | East Division - Boston Bruins - Buffalo Sabres - New Jersey Devils - New York Islanders - New York Rangers - Philadelphia Flyers - Pittsburgh Penguins - Washington Capitals | Central Division - Carolina Hurricanes - Chicago Blackhawks - Columbus Blue Jackets - Dallas Stars - Detroit Red Wings - Florida Panthers - Nashville Predators - Tampa Bay Lightning | West Division - Anaheim Ducks - Arizona Coyotes - Colorado Avalanche - Los Angeles Kings - Minnesota Wild - San Jose Sharks - St. Louis Blues - Vegas Golden Knights |

Anfang Januar 2021 gab die NHL bekannt, die Namen der Divisions erstmals an Sponsoren verkauft zu haben, namentlich an Scotiabank (North), MassMutual (East), Discover Card (Central) und Honda (West). Es wurde zudem den Teams ermöglicht, die Seitenflächen der Spielerhelme als Werbeflächen zu verkaufen.

#### Taxi Squads
Neu eingeführt wurden zudem sogenannte „Taxi Squads“, eine Art „Reise-Kader“, die im Football bereits seit längerem bekannt sind (Practice Squads). Diese erlauben den Teams, sechs weitere Akteure über den üblichen 23-Mann-Kader hinaus zu benennen, die mit der Mannschaft trainieren und reisen dürfen. Zugleich ist jedes Team nun verpflichtet, unter diesen insgesamt 29 Spielern mindestens drei Torhüter zu haben. Dies soll den Franchises ermöglichen, mit mehr Flexibilität auf mögliche Corona-Infektionen oder eine entsprechend angeordnete Quarantäne reagieren zu können. Formal werden Spieler im „Taxi Squad“ wie ins Farmteam abgestellt behandelt, sowohl in Bezug auf den Salary Cap als auch in Hinblick auf eine Waiver-Pflicht.

### Regeländerung
Zur Spielzeit 2020/21 wurde die Abseitsregel leicht modifiziert: Von nun an muss ein Spieler beim Eintritt ins Angriffsdrittel nicht mehr mit mindestens einem Schlittschuh die blaue Linie berühren, um nicht abseits zu stehen. Stattdessen reicht es, wenn der Schlittschuh auf Höhe der Linie ist, er kann also fortan auch in der Luft sein. Die Frage, ob der Spieler die Linie noch berührt, hatte in der Vergangenheit häufiger zu umstrittenen bzw. selbst mit dem Videobeweis nur schwer aufzulösende Szenen gesorgt.

### Collective Bargaining Agreement
Das NHL Collective Bargaining Agreement (CBA), das seit dem Ende des Lockouts der Saison 2012/13 in Kraft war, sollte ursprünglich 2020/21 in seine letzte Saison gehen. Am 10. Juli 2020 einigten sich NHL und NHLPA jedoch darauf, das CBA bis zur Saison 2025/26 zu verlängern, einschließlich folgender Anpassungen: Einer Anhebung des Mindestgehalts für Spieler von 700.000 auf 750.000 US-Dollar, einer Erhöhung des maximalen Gehalts in Einstiegsverträgen, eines Rückhalts von 10 % der Spielergehälter für die Saison 2020/21 zur Deckung der mit der COVID-19-Pandemie verbundenen Kosten (diese sollen über drei Spielzeiten ab 2022/23 zurückgezahlt werden), einer Verdopplung des Playoff-Bonuspools auf 32 Millionen US-Dollar sowie einer Vereinbarung über eine Teilnahme der NHL-Spieler an den Olympischen Winterspielen 2022 und 2026.

### Gehaltsobergrenze
Als Teil des neuen CBA bleibt die Gehaltsobergrenze (Salary Cap) für die Saison 2020/21 unverändert bei 81,5 Millionen Dollar. Zukünftige Erhöhungen sollen schrittweise erfolgen, bis sich die Liga von den finanziellen Auswirkungen der Pandemie erholt hat.

### Spieler- und Puck-Tracking-Technologie
Ab der regulären Saison 2020/21 soll zum ersten Mal das Spieler- und Puck-Tracking-System der Liga in allen 31 NHL-Arenen eingesetzt werden. Das System wird On-Air-Features wie Geschwindigkeitsanzeigen und Puck-Tracking-Grafiken, die virtuell über den Spielern schweben, ermöglichen. Die Liga hatte geplant, diese Technologie bis September 2019 in allen 31 Arenen einzusetzen, doch ein Wechsel des primären Technologiepartners verzögerte die Implementierung.

### Verschobene Veranstaltungen
In Europa waren zwei Vorsaisonspiele sowie drei Partien der regulären Saison geplant: Die Boston Bruins gegen die Adler Mannheim in der SAP Arena in Mannheim sowie die Nashville Predators gegen den SC Bern in der PostFinance-Arena in Bern. Im Rahmen der regulären Saison sollten anschließend die Boston Bruins und die Nashville Predators in der O2-Arena in Prag aufeinandertreffen, während  zwei Spiele zwischen der Colorado Avalanche und den Columbus Blue Jackets in der Hartwall Arena in Helsinki, geplant waren. Am 8. Mai 2020 verschob die Liga diese fünf Spiele aufgrund der COVID-19-Pandemie mit dem Ziel, diese in der Saison 2021/22 auszutragen. Ebenso auf das Jahr 2022 verschoben wurden das Winter Classic, das All Star Game sowie die Stadium Series.

## Entry Draft
Der NHL Entry Draft 2020 musste ebenfalls verschoben werden und fand am 6. und 7. Oktober 2020 per Videokonferenz statt. An erster Gesamtposition wählten die New York Rangers erwartungsgemäß den kanadischen Flügelstürmer Alexis Lafrenière, gefolgt vom kanadischen Center Quinton Byfield für die Los Angeles Kings sowie dem deutschen Angreifer Tim Stützle für die Ottawa Senators.

### Top-5-Picks
| #  | Spieler           | Nationalität       | Position | NHL-Team          | College-/Junioren-/Profi-Team                       |
| -- | ----------------- | ------------------ | -------- | ----------------- | --------------------------------------------------- |
| 1. | Alexis Lafrenière | Kanada             | LW       | New York Rangers  | Océanic de Rimouski (LHJMQ)                         |
| 2. | Quinton Byfield   | Kanada             | C        | Los Angeles Kings | Sudbury Wolves (OHL)                                |
| 3. | Tim Stützle       | Deutschland        | LW       | Ottawa Senators   | Adler Mannheim (DEL)                                |
| 4. | Lucas Raymond     | Schweden           | RW       | Detroit Red Wings | Frölunda HC (SHL)                                   |
| 5. | Jake Sanderson    | Vereinigte Staaten | D        | Ottawa Senators   | USA Hockey National Team Development Program (USHL) |

## Reguläre Saison

### Abschlusstabellen
Abkürzungen: GP = Spiele, W = Siege, L = Niederlagen, OTL = Niederlage nach Overtime bzw. Shootout, GF = Erzielte Tore, GA = Gegentore, Pts = Punkte

Erläuterungen:  = Playoff-Qualifikation,  = Presidents’-Trophy-Gewinner

#### North Division
| Rang | North Division        | GP | W  | L  | OTL | GF  | GA  | Pts |
| ---- | --------------------- | -- | -- | -- | --- | --- | --- | --- |
| 1.   | Toronto Maple Leafs   | 56 | 35 | 14 | 7   | 187 | 148 | 77  |
| 2.   | Edmonton Oilers       | 56 | 35 | 19 | 2   | 183 | 154 | 72  |
| 3.   | Winnipeg Jets         | 56 | 30 | 23 | 3   | 170 | 154 | 63  |
| 4.   | Canadiens de Montréal | 56 | 24 | 21 | 11  | 159 | 168 | 59  |
| 5.   | Calgary Flames        | 56 | 26 | 27 | 3   | 156 | 161 | 55  |
| 6.   | Ottawa Senators       | 56 | 23 | 28 | 5   | 157 | 190 | 51  |
| 7.   | Vancouver Canucks     | 56 | 23 | 29 | 4   | 151 | 188 | 50  |

#### East Division
| Rang | East Division       | GP | W  | L  | OTL | GF  | GA  | Pts |
| ---- | ------------------- | -- | -- | -- | --- | --- | --- | --- |
| 1.   | Pittsburgh Penguins | 56 | 37 | 16 | 3   | 196 | 156 | 77  |
| 2.   | Washington Capitals | 56 | 36 | 15 | 5   | 191 | 163 | 77  |
| 3.   | Boston Bruins       | 56 | 33 | 16 | 7   | 168 | 136 | 73  |
| 4.   | New York Islanders  | 56 | 32 | 17 | 7   | 156 | 128 | 71  |
| 5.   | New York Rangers    | 56 | 27 | 23 | 6   | 177 | 157 | 60  |
| 6.   | Philadelphia Flyers | 56 | 25 | 23 | 8   | 163 | 201 | 58  |
| 7.   | New Jersey Devils   | 56 | 19 | 30 | 7   | 145 | 194 | 45  |
| 8.   | Buffalo Sabres      | 56 | 15 | 34 | 7   | 138 | 199 | 37  |

#### Central Division
| Rang | Central Division      | GP | W  | L  | OTL | GF  | GA  | Pts |
| ---- | --------------------- | -- | -- | -- | --- | --- | --- | --- |
| 1.   | Carolina Hurricanes   | 56 | 36 | 12 | 8   | 179 | 136 | 80  |
| 2.   | Florida Panthers      | 56 | 37 | 14 | 5   | 189 | 153 | 79  |
| 3.   | Tampa Bay Lightning   | 56 | 36 | 17 | 3   | 181 | 147 | 75  |
| 4.   | Nashville Predators   | 56 | 31 | 23 | 2   | 156 | 154 | 64  |
| 5.   | Dallas Stars          | 56 | 23 | 19 | 14  | 158 | 154 | 60  |
| 6.   | Chicago Blackhawks    | 56 | 24 | 25 | 7   | 161 | 186 | 55  |
| 7.   | Detroit Red Wings     | 56 | 19 | 27 | 10  | 127 | 171 | 48  |
| 8.   | Columbus Blue Jackets | 56 | 18 | 26 | 12  | 137 | 187 | 48  |

#### West Division
| Rang | West Division        | GP | W  | L  | OTL | GF  | GA  | Pts |
| ---- | -------------------- | -- | -- | -- | --- | --- | --- | --- |
| 1.   | Colorado Avalanche   | 56 | 39 | 13 | 4   | 197 | 133 | 82  |
| 2.   | Vegas Golden Knights | 56 | 40 | 14 | 2   | 191 | 124 | 82  |
| 3.   | Minnesota Wild       | 56 | 35 | 16 | 5   | 181 | 160 | 75  |
| 4.   | St. Louis Blues      | 56 | 27 | 20 | 9   | 169 | 170 | 63  |
| 5.   | Arizona Coyotes      | 56 | 24 | 26 | 6   | 153 | 176 | 54  |
| 6.   | Los Angeles Kings    | 56 | 21 | 28 | 7   | 143 | 170 | 49  |
| 7.   | San Jose Sharks      | 56 | 21 | 28 | 7   | 151 | 199 | 49  |
| 8.   | Anaheim Ducks        | 56 | 17 | 30 | 9   | 126 | 179 | 43  |

Erstes Kriterium bei Punktgleichheit waren „Regulation Wins“, also Siege in regulärer Spielzeit, nicht in Overtime oder Shootout. Hier übertraf Colorado (35) die punktgleichen Golden Knights (30) und errang somit nicht nur den ersten Platz der Division, sondern auch die Presidents’ Trophy.

### Beste Scorer

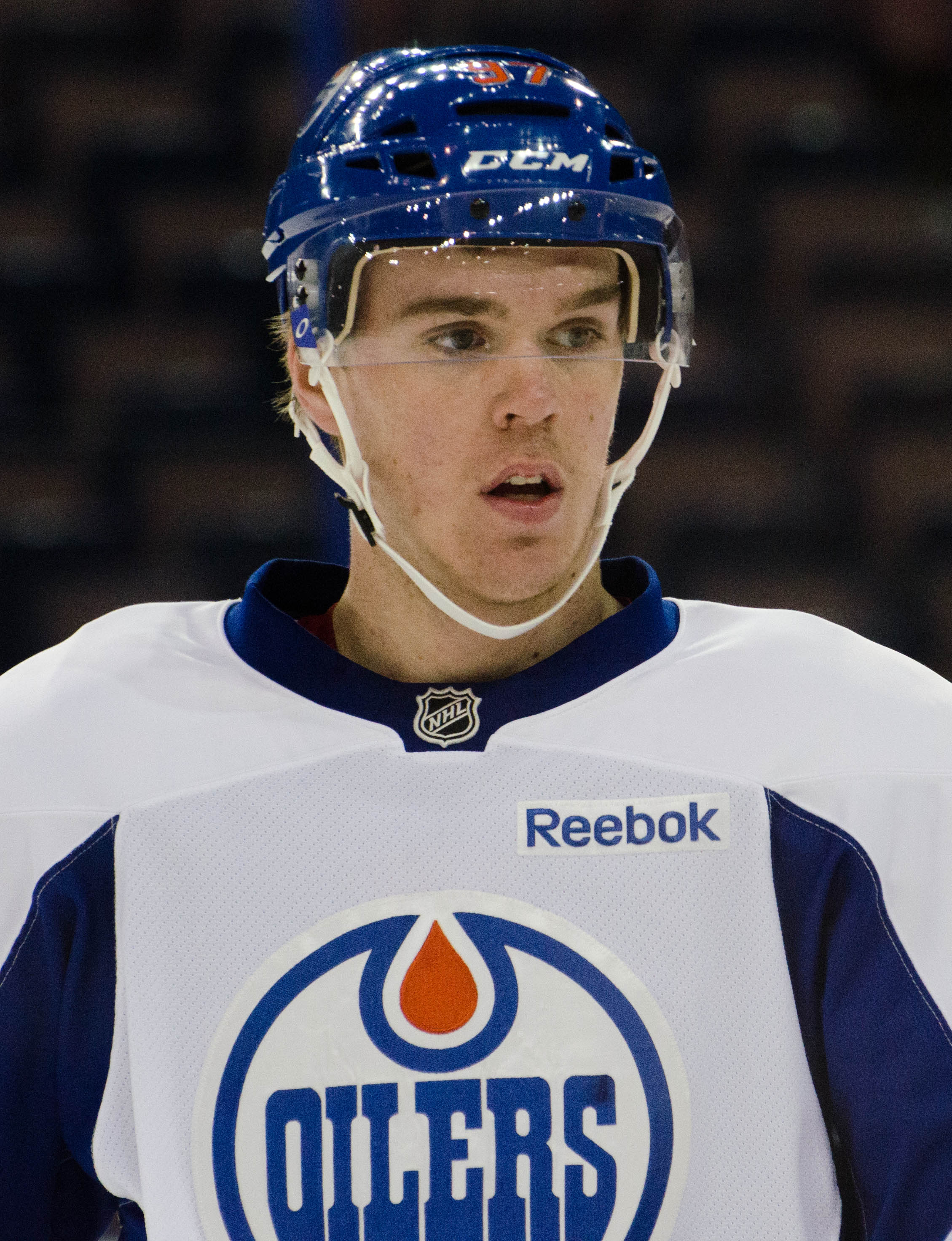
Connor McDavid, bester Scorer und Gewinner der Art Ross Trophy.

Connor McDavid führte die Scorerliste der Liga mit 105 Punkten an und errang somit seine dritte Art Ross Trophy in den letzten fünf Jahren. Sein Punkteschnitt von 1,88 pro Spiel ist zudem der höchste seit 25 Jahren, zuletzt übertraf dies Mario Lemieux mit einem Wert von 2,3 in der Saison 1995/96. Bester Torschütze wurde mit 41 Treffern derweil Auston Matthews, der somit seine erste Maurice Richard Trophy erhielt. Punktbester Abwehrspieler wurde Tyson Barrie mit 48 Scorerpunkten, während die Plus/Minus-Wertung von Mikko Rantanen mit einem Wert von +30 angeführt wurde.
Abkürzungen: Sp = Spiele, T = Tore, V = Assists, Pkt = Punkte, +/− = Plus/Minus, SM = Strafminuten; Fett: Bestwert
| Spieler          | Mannschaft          | Sp | T  | V  | Pkt | +/− | SM |
| ---------------- | ------------------- | -- | -- | -- | --- | --- | -- |
| Connor McDavid   | Edmonton Oilers     | 56 | 33 | 72 | 105 | +21 | 20 |
| Leon Draisaitl   | Edmonton Oilers     | 56 | 31 | 53 | 84  | +29 | 22 |
| Brad Marchand    | Boston Bruins       | 53 | 29 | 40 | 69  | +26 | 46 |
| Mitchell Marner  | Toronto Maple Leafs | 55 | 20 | 47 | 67  | +21 | 20 |
| Auston Matthews  | Toronto Maple Leafs | 52 | 41 | 25 | 66  | +21 | 10 |
| Mikko Rantanen   | Colorado Avalanche  | 52 | 30 | 36 | 66  | +30 | 34 |
| Patrick Kane     | Chicago Blackhawks  | 56 | 15 | 51 | 66  | −7  | 14 |
| Nathan MacKinnon | Colorado Avalanche  | 48 | 20 | 45 | 65  | +22 | 37 |
| Mark Scheifele   | Winnipeg Jets       | 56 | 21 | 42 | 63  | −4  | 12 |
| Sidney Crosby    | Pittsburgh Penguins | 55 | 24 | 38 | 62  | +8  | 26 |

### Beste Torhüter
Die kombinierte Tabelle zeigt die jeweils drei besten Torhüter in den Kategorien Gegentorschnitt und Fangquote sowie die jeweils Führenden in den Kategorien Shutouts und Siege.
Abkürzungen: GP = Spiele, TOI = Eiszeit (in Minuten), W = Siege, L = Niederlagen, OTL = Overtime-Niederlagen, GA = Gegentore, SO = Shutouts, Sv% = gehaltene Schüsse (in %), GAA = Gegentorschnitt; Fett: Saisonbestwert
Es werden nur Torhüter erfasst, die mindestens 20 Spiele absolviert haben. Sortiert nach bestem Gegentorschnitt.
| Spieler            | Team                 | GP | TOI     | W  | L  | OTL | GA | SO | Sv%  | GAA  |
| ------------------ | -------------------- | -- | ------- | -- | -- | --- | -- | -- | ---- | ---- |
| Alex Nedeljkovic   | Carolina Hurricanes  | 23 | 1392:02 | 15 | 5  | 3   | 44 | 3  | 93,2 | 1,90 |
| Philipp Grubauer   | Colorado Avalanche   | 40 | 2366:52 | 30 | 9  | 1   | 77 | 7  | 92,2 | 1,95 |
| Marc-André Fleury  | Vegas Golden Knights | 36 | 2146:36 | 26 | 10 | 0   | 71 | 6  | 92,8 | 1,98 |
| Semjon Warlamow    | New York Islanders   | 36 | 2116:56 | 19 | 11 | 4   | 72 | 7  | 92,9 | 2,04 |
| Andrei Wassilewski | Tampa Bay Lightning  | 42 | 2523:37 | 31 | 10 | 1   | 93 | 5  | 92,5 | 2,21 |

### Beste Rookiescorer
Der russische Angreifer Kirill Kaprisow führte die Rookie-Scorerliste mit 51 Punkten an und war darüber hinaus mit 27 Treffern bester Torjäger dieser Kategorie. Ihm folgte Jason Robertson mit 45 Punkten, der mit 28 Assists auch die meisten Torvorlagen gab. Auf den Rängen drei bis fünf platzierten sich mit Josh Norris und Tim Stützle zwei Profis der Ottawa Senators sowie der Weißrusse Jahor Scharanhowitsch von den New Jersey Devils, die mit Ty Smith (23) auch den punktbesten Abwehrspieler stellten.
Abkürzungen: Sp = Spiele, T = Tore, V = Assists, Pkt = Punkte, +/− = Plus/Minus, SM = Strafminuten; Fett: Bestwert
| Spieler               | Mannschaft        | Sp | T  | V  | Pkt | +/− | SM |
| --------------------- | ----------------- | -- | -- | -- | --- | --- | -- |
| Kirill Kaprisow       | Minnesota Wild    | 55 | 27 | 24 | 51  | +10 | 16 |
| Jason Robertson       | Dallas Stars      | 51 | 17 | 28 | 45  | +13 | 16 |
| Josh Norris           | Ottawa Senators   | 56 | 17 | 18 | 35  | −12 | 13 |
| Jahor Scharanhowitsch | New Jersey Devils | 54 | 16 | 14 | 30  | −4  | 4  |
| Tim Stützle           | Ottawa Senators   | 53 | 12 | 17 | 29  | −18 | 14 |

## Stanley-Cup-Playoffs
|  | Erste Runde                                            | Erste Runde           | Erste Runde          |    |                       | Zweite Runde | Zweite Runde | Zweite Runde |  |  | Halbfinale | Halbfinale | Halbfinale |  |  | Stanley-Cup-Finale | Stanley-Cup-Finale | Stanley-Cup-Finale |
|  |                                                        |                       |                      |    |                       |              |              |              |  |  |            |            |            |  |  |                    |                    |                    |
|  | N1                                                     | Toronto Maple Leafs   | 3                    |    |                       |              |              |              |  |  |            |            |            |  |  |                    |                    |                    |
|  | N4                                                     | Canadiens de Montréal | 4                    |    |                       |              |              |              |  |  |            |            |            |  |  |                    |                    |                    |
|  | N4                                                     | Canadiens de Montréal | 4                    | N4 | Canadiens de Montréal | 4            |              |              |  |  |            |            |            |  |  |                    |                    |                    |
|  |                                                        |                       |                      | N4 | Canadiens de Montréal | 4            |              |              |  |  |            |            |            |  |  |                    |                    |                    |
|  |                                                        | N3                    | Winnipeg Jets        | 0  |                       |              |              |              |  |  |            |            |            |  |  |                    |                    |                    |
|  | N2                                                     | N3                    | Winnipeg Jets        | 0  | Edmonton Oilers       | 0            |              |              |  |  |            |            |            |  |  |                    |                    |                    |
|  | N2                                                     |                       |                      |    | Edmonton Oilers       | 0            |              |              |  |  |            |            |            |  |  |                    |                    |                    |
|  | N3                                                     | Winnipeg Jets         | 4                    |    |                       |              |              |              |  |  |            |            |            |  |  |                    |                    |                    |
|  | N3                                                     | Winnipeg Jets         | 4                    | 1  | Vegas Golden Knights  | 2            |              |              |  |  |            |            |            |  |  |                    |                    |                    |
|  |                                                        |                       |                      |    |                       |              |              |              |  |  |            |            |            |  |  |                    |                    |                    |
|  | 4                                                      | Canadiens de Montréal | 4                    |    |                       |              |              |              |  |  |            |            |            |  |  |                    |                    |                    |
|  | 4                                                      | Canadiens de Montréal | 4                    | E1 | Pittsburgh Penguins   | 2            |              |              |  |  |            |            |            |  |  |                    |                    |                    |
|  |                                                        |                       |                      | E1 | Pittsburgh Penguins   | 2            |              |              |  |  |            |            |            |  |  |                    |                    |                    |
|  | E4                                                     | New York Islanders    | 4                    |    |                       |              |              |              |  |  |            |            |            |  |  |                    |                    |                    |
|  | E4                                                     | New York Islanders    | 4                    | E4 | New York Islanders    | 4            |              |              |  |  |            |            |            |  |  |                    |                    |                    |
|  |                                                        |                       |                      | E4 | New York Islanders    | 4            |              |              |  |  |            |            |            |  |  |                    |                    |                    |
|  |                                                        | E3                    | Boston Bruins        | 2  |                       |              |              |              |  |  |            |            |            |  |  |                    |                    |                    |
|  | E2                                                     | E3                    | Boston Bruins        | 2  | Washington Capitals   | 1            |              |              |  |  |            |            |            |  |  |                    |                    |                    |
|  | E2                                                     |                       |                      |    | Washington Capitals   | 1            |              |              |  |  |            |            |            |  |  |                    |                    |                    |
|  | E3                                                     | Boston Bruins         | 4                    |    |                       |              |              |              |  |  |            |            |            |  |  |                    |                    |                    |
|  | E3                                                     | Boston Bruins         | 4                    | 4  | Canadiens de Montréal | 1            |              |              |  |  |            |            |            |  |  |                    |                    |                    |
|  | (Die Teams werden nach der zweiten Runde neu gesetzt.) |                       |                      | 4  | Canadiens de Montréal | 1            |              |              |  |  |            |            |            |  |  |                    |                    |                    |
|  |                                                        | 2                     | Tampa Bay Lightning  | 4  |                       |              |              |              |  |  |            |            |            |  |  |                    |                    |                    |
|  | C1                                                     | 2                     | Tampa Bay Lightning  | 4  | Carolina Hurricanes   | 4            |              |              |  |  |            |            |            |  |  |                    |                    |                    |
|  | C1                                                     |                       |                      |    | Carolina Hurricanes   | 4            |              |              |  |  |            |            |            |  |  |                    |                    |                    |
|  | C4                                                     | Nashville Predators   | 2                    |    |                       |              |              |              |  |  |            |            |            |  |  |                    |                    |                    |
|  | C4                                                     | Nashville Predators   | 2                    | C1 | Carolina Hurricanes   | 1            |              |              |  |  |            |            |            |  |  |                    |                    |                    |
|  |                                                        |                       |                      | C1 | Carolina Hurricanes   | 1            |              |              |  |  |            |            |            |  |  |                    |                    |                    |
|  |                                                        | C3                    | Tampa Bay Lightning  | 4  |                       |              |              |              |  |  |            |            |            |  |  |                    |                    |                    |
|  | C2                                                     | C3                    | Tampa Bay Lightning  | 4  | Florida Panthers      | 2            |              |              |  |  |            |            |            |  |  |                    |                    |                    |
|  | C2                                                     |                       |                      |    | Florida Panthers      | 2            |              |              |  |  |            |            |            |  |  |                    |                    |                    |
|  | C3                                                     | Tampa Bay Lightning   | 4                    |    |                       |              |              |              |  |  |            |            |            |  |  |                    |                    |                    |
|  | C3                                                     | Tampa Bay Lightning   | 4                    | 2  | Tampa Bay Lightning   | 4            |              |              |  |  |            |            |            |  |  |                    |                    |                    |
|  |                                                        |                       |                      |    |                       |              |              |              |  |  |            |            |            |  |  |                    |                    |                    |
|  | 3                                                      | New York Islanders    | 3                    |    |                       |              |              |              |  |  |            |            |            |  |  |                    |                    |                    |
|  | 3                                                      | New York Islanders    | 3                    | W1 | Colorado Avalanche    | 4            |              |              |  |  |            |            |            |  |  |                    |                    |                    |
|  |                                                        |                       |                      | W1 | Colorado Avalanche    | 4            |              |              |  |  |            |            |            |  |  |                    |                    |                    |
|  | W4                                                     | St. Louis Blues       | 0                    |    |                       |              |              |              |  |  |            |            |            |  |  |                    |                    |                    |
|  | W4                                                     | St. Louis Blues       | 0                    | W1 | Colorado Avalanche    | 2            |              |              |  |  |            |            |            |  |  |                    |                    |                    |
|  |                                                        |                       |                      | W1 | Colorado Avalanche    | 2            |              |              |  |  |            |            |            |  |  |                    |                    |                    |
|  |                                                        | W2                    | Vegas Golden Knights | 4  |                       |              |              |              |  |  |            |            |            |  |  |                    |                    |                    |
|  | W2                                                     | W2                    | Vegas Golden Knights | 4  | Vegas Golden Knights  | 4            |              |              |  |  |            |            |            |  |  |                    |                    |                    |
|  | W2                                                     |                       |                      |    | Vegas Golden Knights  | 4            |              |              |  |  |            |            |            |  |  |                    |                    |                    |
|  | W3                                                     | Minnesota Wild        | 3                    |    |                       |              |              |              |  |  |            |            |            |  |  |                    |                    |                    |

## NHL Awards und vergebene Trophäen
| Auszeichnung                          | Auszeichnung                   | Team                  |
| ------------------------------------- | ------------------------------ | --------------------- |
| Stanley Cup                           | Stanley Cup                    | Tampa Bay Lightning   |
| Clarence S. Campbell Bowl             | Clarence S. Campbell Bowl      | Canadiens de Montréal |
| Prince of Wales Trophy                | Prince of Wales Trophy         | Tampa Bay Lightning   |
| Presidents’ Trophy                    | Presidents’ Trophy             | Colorado Avalanche    |
| Auszeichnung                          | Spieler                        | Team                  |
| Art Ross Trophy                       | Connor McDavid                 | Edmonton Oilers       |
| Bill Masterton Memorial Trophy        | Oskar Lindblom                 | Philadelphia Flyers   |
| Calder Memorial Trophy                | Kirill Kaprisow                | Minnesota Wild        |
| Conn Smythe Trophy                    | Andrei Wassilewski             | Tampa Bay Lightning   |
| Frank J. Selke Trophy                 | Aleksander Barkov              | Florida Panthers      |
| Hart Memorial Trophy                  | Connor McDavid                 | Edmonton Oilers       |
| Jack Adams Award                      | Rod Brind’Amour                | Carolina Hurricanes   |
| James Norris Memorial Trophy          | Adam Fox                       | New York Rangers      |
| King Clancy Memorial Trophy           | Pekka Rinne                    | Nashville Predators   |
| Lady Byng Memorial Trophy             | Jaccob Slavin                  | Carolina Hurricanes   |
| Mark Messier Leadership Award         | Patrice Bergeron               | Boston Bruins         |
| Maurice ‚Rocket‘ Richard Trophy       | Auston Matthews                | Toronto Maple Leafs   |
| NHL General Manager of the Year Award | Lou Lamoriello                 | New York Islanders    |
| NHL Plus/Minus Award (inoffiziell)    | Mikko Rantanen                 | Colorado Avalanche    |
| Ted Lindsay Award                     | Connor McDavid                 | Edmonton Oilers       |
| Vezina Trophy                         | Marc-André Fleury              | Vegas Golden Knights  |
| William M. Jennings Trophy            | Marc-André Fleury Robin Lehner | Vegas Golden Knights  |

### All-Star-Teams
| First All-Star-Team | First All-Star-Team                                  |
| ------------------- | ---------------------------------------------------- |
| Angriff:            | Nikita Kutscherow – Connor McDavid – Mitchell Marner |
| Verteidigung:       | Adam Fox – Cale Makar                                |
| Tor:                | Andrei Wassilewski                                   |

| Second All-Star-Team | Second All-Star-Team                                  |
| -------------------- | ----------------------------------------------------- |
| Angriff:             | Jonathan Huberdeau – Auston Matthews – Mikko Rantanen |
| Verteidigung:        | Dougie Hamilton – Victor Hedman                       |
| Tor:                 | Marc-André Fleury                                     |

### All-Rookie-Team
| All-Rookie-Team | All-Rookie-Team                                 |
| --------------- | ----------------------------------------------- |
| Angriff:        | Kirill Kaprisow – Josh Norris – Jason Robertson |
| Verteidigung:   | K’Andre Miller – Ty Smith                       |
| Tor:            | Alex Nedeljkovic                                |